# Acleris blanda
Acleris blanda (лат.) — вид бабочек из семейства листовёрток. Распространён на острове Хоккайдо (Япония). Бабочек можно наблюдать в июле. Размах крыльев 14 мм.